# Georges-Jacques-Frédéric Beucler
Georges-Jacques-Frédéric Beucler, francoski general, * 1887, † 1954.